# Бейгель, Яков Иосифович
Я́ков Ио́сифович Бе́йгель (12 декабря 1882—7 октября 1949, Новосибирск) — русский и советский врач-терапевт, фтизиатр, патологоанатом, учёный-медик, профессор (1932). Первый заведующий кафедрой госпитальной терапии Новосибирского медицинского института (1937—1949).

## Биография
Окончил гимназию в Томске и в 1909 году — Томский Императорский университет, с отличием сдал экзамен на степень лекаря.
Оставлен при университете, преподавал терапию и патологическую анатомию, был прозектором, успешно занимался лечебной практикой.
С 1927 по 1931 годы заведовал кафедрой патологической анатомии Сибирского ГИДУВа. В 1931 году назначается заведующим кафедрой терапии.
Вместе с институтом усовершенствования врачей переезжает в Новосибирск, где с 1931 по 1937 годы заведует кафедрой туберкулёза Новосибирского ГИДУВа.
В 1932 году получает учёное звание профессора.
В 1937 году становится первым заведующим кафедрой госпитальной терапии Новосибирского медицинского института.
Является основателем и первым председателем Новосибирского областного общества терапевтов (1944—1949).
Автор 27 печатных работ и двух монографий.
Кавалер ордена Трудового Красного Знамени.
Скоропостижно скончался 7 октября 1949 года в Новосибирске на 67 году жизни. Похоронен на Заельцовском кладбище Новосибирска, участок 37.